# FA Amateur Cup
Football Association Amateur Cup byl amatérský fotbalový turnaj, který se pořádal v letech 1893–1974. Poté, co byl FA Cup určen pouze pro profesionální týmy, bylo v roce 1892 rozhodnuto o založení čistě amatérského turnaje. Prvním vítězem se stal v sezóně 1893/94 univerzitní klub Old Carthusians FC. Soutěž zanikla v roce 1974 a byla následně nahrazena asociační soutěží FA Vase.
Nejúspěšnějším týmem byl s deseti prvenstvími klub Bishop Auckland.

## Finále
Soutěž nebyla odehrána v průběhu první a druhé světové války, s výjimkou sezón 1914/15, kdy byla odehraná celá, a 1939/40, kdy byla soutěž přerušena po odehrání předkol.

### Klíč
| (R)  | Opakovaný zápas             |
| (2R) | Druhý opakovaný zápas       |
| *    | Zápas dospěl do prodloužení |

### Zápasy
Zdroj:
| Sezóny       | Vítězové               | Výsledek | Finalisté                     | Místo konání                         |
| ------------ | ---------------------- | -------- | ----------------------------- | ------------------------------------ |
| 1893/94      | Old Carthusians        | 2:1      | Casuals                       | Athletic Ground (Richmond)           |
| 1894/95      | Middlesbrough          | 2:1      | Old Carthusians               | Headingley Stadium (Leeds)           |
| 1895/96      | Bishop Auckland        | 1:0      | Royal Artillery Portsmouth    | Walnut Street (Leicester)            |
| 1896/97      | Old Carthusians        | * 1:1 *  | Stockton                      | Tufnell Park (Londýn)                |
| 1896/97 (R)  | Old Carthusians (2)    | 4:1      | Stockton                      | Feethams (Darlington)                |
| 1897/98      | Middlesbrough (2)      | 2:1      | Uxbridge                      | Crystal Palace (Londýn)              |
| 1898/99      | Stockton               | 1:0      | Harwich & Parkeston           | Linthorpe Road (Middlesbrough)       |
| 1899/00      | Bishop Auckland (2)    | 5:1      | Lowestoft Town                | ? (Leicester)                        |
| 1900/01      | Crook Town             | * 1:1 *  | King's Lynn                   | ? (Dovercourt)                       |
| 1900/01 (R)  | Crook Town             | 3:0      | King's Lynn                   | ? (Ipswich)                          |
| 1901/02      | Old Malvernians        | 5:1      | Bishop Auckland               | Headingley Stadium (Leeds)           |
| 1902/03      | Stockton               | * 0:0 *  | Oxford City                   | ? (Reading)                          |
| 1902/03 (R)  | Stockton (2)           | 1:0      | Oxford City                   | Feethams (Darlington)                |
| 1903/04      | Sheffield              | 3:1      | Ealing                        | ? (Bradford)                         |
| 1904/05      | West Hartlepool        | 3:2      | Clapton                       | ? (Shepherd's Bush)                  |
| 1905/06      | Oxford City            | 3:0      | Bishop Auckland               | ? (Stockton-on-Tees)                 |
| 1906/07      | Clapton                | 2:1      | Stockton                      | Stamford Bridge (Londýn)             |
| 1907/08      | Royal Engineers        | 2:1      | Stockton                      | ? (Bishop Auckland)                  |
| 1908/09      | Clapton (2)            | 6:0      | Eston United                  | ? (Londýn)                           |
| 1909/10      | RMLI Gosport           | 2:1      | South Bank                    | ? (Bishop Auckland)                  |
| 1910/11      | Bromley                | 1:0      | Bishop Auckland               | ? (Herne Hill)                       |
| 1911/12      | Stockton               | * 0:0 *  | Eston United                  | Ayresome Park (Middlesbrough)        |
| 1911/12 (R)  | Stockton (3)           | 1:0      | Eston United                  | Ayresome Park (Middlesbrough)        |
| 1912/13      | South Bank             | * 1:1 *  | Oxford City                   | ? (Reading)                          |
| 1912/13 (R)  | South Bank             | 1:0      | Oxford City                   | ? (Bishop Auckland)                  |
| 1913/14      | Bishop Auckland (3)    | 1:0      | Northern Nomads               | ? (Leeds)                            |
| 1914/15      | Clapton (3)            | 1:0      | Bishop Auckland               | ? (New Cross)                        |
| 1919/20      | Dulwich Hamlet         | 1:0      | Haringey Borough              | The Old Den (Londýn)                 |
| 1920/21      | Bishop Auckland (4)    | 4:2      | Swindon Victoria              | Ayresome Park (Middlesbrough)        |
| 1921/22      | Bishop Auckland (5)    | * 5:2 *  | South Bank                    | Ayresome Park (Middlesbrough)        |
| 1922/23      | London Caledonians     | 2:1      | Evesham Town                  | Crystal Palace (Londýn)              |
| 1923/24      | Clapton (4)            | 3:0      | Erith & Belvedere             | The Old Den (Londýn)                 |
| 1924/25      | Clapton (5)            | 2:1      | Southall                      | The Old Den (Londýn)                 |
| 1925/26      | Northern Nomads        | 7:1      | Southall                      | Roker Park (Sunderland)              |
| 1926/27      | Leyton                 | 3:1      | Barking Town                  | The Old Den (Londýn)                 |
| 1927/28      | Leyton (2)             | 5:1      | Cockfield                     | Ayresome Park (Middlesbrough)        |
| 1928/29      | Ilford                 | 3:1      | Leyton                        | Arsenal Stadium (Londýn)             |
| 1929/30      | Ilford (2)             | 5:1      | Bournemouth Gasworks Athletic | Boleyn Ground (Londýn)               |
| 1930/31      | Wycombe Wanderers      | 1:0      | Hayes                         | Arsenal Stadium (Londýn)             |
| 1931/32      | Dulwich Hamlet (2)     | 7:1      | Marine                        | Boleyn Ground (Londýn)               |
| 1932/33      | Kingstonian            | * 1:1 *  | Stockton                      | Champion Hill (Londýn)               |
| 1932/33 (R)  | Kingstonian            | 4:1      | Stockton                      | Feethams (Darlington)                |
| 1933/34      | Dulwich Hamlet (3)     | 2:1      | Leyton                        | Boleyn Ground (Londýn)               |
| 1934/35      | Bishop Auckland        | * 0:0 *  | Wimbledon                     | ? (Middlesbrough)                    |
| 1934/35 (R)  | Bishop Auckland (6)    | 2:1      | Wimbledon                     | Stamford Bridge (Londýn)             |
| 1935/36      | Casuals                | * 1:1 *  | Ilford                        | Selhurst Park (Londýn)               |
| 1935/36 (R)  | Casuals                | 2:0      | Ilford                        | Boleyn Ground (Londýn)               |
| 1936/37      | Dulwich Hamlet (4)     | 2:0      | Leyton                        | Boleyn Ground (Londýn)               |
| 1937/38      | Bromley (2)            | 1:0      | Erith & Belvedere             | The Old Den (Londýn)                 |
| 1938/39      | Bishop Auckland (7)    | 3:0      | Willington                    | Roker Park (Sunderland)              |
| 1945/46      | Barnet                 | 3:2      | Bishop Auckland               | Stamford Bridge (Londýn)             |
| 1946/47      | Leytonstone            | 2:1      | Wimbledon                     | Arsenal Stadium (Londýn)             |
| 1947/48      | Leytonstone (2)        | 1:0      | Barnet                        | Stamford Bridge (Londýn)             |
| 1948/49      | Bromley (3)            | 1:0      | Romford                       | Wembley Stadium (Londýn)             |
| 1949/50      | Willington             | 4:0      | Bishop Auckland               | Wembley Stadium (Londýn)             |
| 1950/51      | Pegasus                | 2:1      | Bishop Auckland               | Wembley Stadium (Londýn)             |
| 1951/52      | Walthamstow Avenue     | 2:1      | Leyton                        | Wembley Stadium (Londýn)             |
| 1952/53      | Pegasus (2)            | 6:0      | Harwich & Parkeston           | Wembley Stadium (Londýn)             |
| 1953/54      | Crook Town             | * 2:2 *  | Bishop Auckland               | Wembley Stadium (Londýn)             |
| 1953/54 (R)  | Crook Town             | * 2:2 *  | Bishop Auckland               | St James' Park (Newcastle upon Tyne) |
| 1953/54 (2R) | Crook Town (2)         | 1:0      | Bishop Auckland               | Ayresome Park (Middlesbrough)        |
| 1954/55      | Bishop Auckland (8)    | 2:0      | Hendon                        | Wembley Stadium (Londýn)             |
| 1955/56      | Bishop Auckland        | * 1:1 *  | Corinthian-Casuals            | Wembley Stadium (Londýn)             |
| 1955/56 (R)  | Bishop Auckland (9)    | 2:0      | Corinthian-Casuals            | Ayresome Park (Middlesbrough)        |
| 1956/57      | Bishop Auckland (10)   | 3:1      | Wycombe Wanderers             | Wembley Stadium (Londýn)             |
| 1957/58      | Woking                 | 3:0      | Ilford                        | Wembley Stadium (Londýn)             |
| 1958/59      | Crook Town (3)         | 3:2      | Barnet                        | Wembley Stadium (Londýn)             |
| 1959/60      | Hendon                 | 2:1      | Kingstonian                   | Wembley Stadium (Londýn)             |
| 1960/61      | Walthamstow Avenue (2) | 2:1      | West Auckland Town            | Wembley Stadium (Londýn)             |
| 1961/62      | Crook Town             | * 1:1 *  | Hounslow Town                 | Wembley Stadium (Londýn)             |
| 1961/62 (R)  | Crook Town (4)         | 4:0      | Hounslow Town                 | Ayresome Park (Middlesbrough)        |
| 1962/63      | Wimbledon              | 4:2      | Sutton United                 | Wembley Stadium (Londýn)             |
| 1963/64      | Crook Town (5)         | 2:1      | Enfield                       | Wembley Stadium (Londýn)             |
| 1964/65      | Hendon (2)             | 3:1      | Whitby Town                   | Wembley Stadium (Londýn)             |
| 1965/66      | Wealdstone             | 3:1      | Hendon                        | Wembley Stadium (Londýn)             |
| 1966/67      | Enfield                | * 0:0 *  | Skelmersdale United           | Wembley Stadium (Londýn)             |
| 1966/67 (R)  | Enfield                | 3:0      | Skelmersdale United           | Maine Road (Manchester)              |
| 1967/68      | Leytonstone (3)        | 1:0      | Chesham United                | Wembley Stadium (Londýn)             |
| 1968/69      | North Shields          | 2:1      | Sutton United                 | Wembley Stadium (Londýn)             |
| 1969/70      | Enfield (2)            | 5:1      | Dagenham                      | Wembley Stadium (Londýn)             |
| 1970/71      | Skelmersdale United    | 4:1      | Dagenham                      | Wembley Stadium (Londýn)             |
| 1971/72      | Hendon (3)             | 2:0      | Enfield                       | Wembley Stadium (Londýn)             |
| 1972/73      | Walton & Hersham       | 1:0      | Slough Town                   | Wembley Stadium (Londýn)             |
| 1973/74      | Bishop's Stortford     | 4:1      | Ilford                        | Wembley Stadium (Londýn)             |

## Nejlepší kluby v historii - podle počtu vítězství
Zdroj:
| Vítězové FA Amateur Cupu |        |                                                            |
| Klub                     | Tituly | Vítězné ročníky                                            |
| Bishop Auckland          | 10     | 1896, 1900, 1914, 1921, 1922, 1935, 1939, 1955, 1956, 1957 |
| Clapton                  | 5      | 1907, 1909, 1915, 1924, 1925                               |
| Crook Town               | 5      | 1901, 1954, 1959, 1962, 1964                               |
| Dulwich Hamlet           | 4      | 1920, 1932, 1934, 1937                                     |
| Stockton                 | 3      | 1899, 1903, 1912                                           |
| Bromley                  | 3      | 1911, 1938, 1949                                           |
| Leytonstone              | 3      | 1947, 1948, 1968                                           |
| Hendon                   | 3      | 1960, 1965, 1972                                           |
| Old Carthusians          | 2      | 1894, 1897                                                 |
| Middlesbrough            | 2      | 1895, 1898                                                 |
| Leyton                   | 2      | 1927, 1928                                                 |
| Ilford                   | 2      | 1929, 1930                                                 |
| Pegasus                  | 2      | 1951, 1953                                                 |
| Walthamstow Avenue       | 2      | 1952, 1961                                                 |
| Enfield                  | 2      | 1967, 1970                                                 |
| Old Malvernians          | 1      | 1902                                                       |
| Sheffield                | 1      | 1904                                                       |
| West Hartlepool          | 1      | 1905                                                       |
| Oxford City              | 1      | 1906                                                       |
| Royal Engineers          | 1      | 1908                                                       |
| RMLI Gosport             | 1      | 1910                                                       |
| South Bank               | 1      | 1913                                                       |
| London Caledonians       | 1      | 1923                                                       |
| Northern Nomads          | 1      | 1926                                                       |
| Wycombe Wanderers        | 1      | 1931                                                       |
| Kingstonian              | 1      | 1933                                                       |
| Casuals                  | 1      | 1936                                                       |
| Barnet                   | 1      | 1946                                                       |
| Willington               | 1      | 1950                                                       |
| Woking                   | 1      | 1958                                                       |
| Wimbledon                | 1      | 1963                                                       |
| Wealdstone               | 1      | 1966                                                       |
| North Shields            | 1      | 1969                                                       |
| Skelmersdale United      | 1      | 1971                                                       |
| Walton & Hersham         | 1      | 1973                                                       |
| Bishop's Stortford       | 1      | 1974                                                       |